# Christopher Jackson (acteur)
 (décembre 2021).
La mise en forme du texte ne suit pas les recommandations de Wikipédia : il faut le « wikifier ».
Les points d'amélioration suivants sont les cas les plus fréquents. Le détail des points à revoir est peut-être précisé sur la page de discussion.
- Les titres sont pré-formatés par le logiciel. Ils ne sont ni en capitales, ni en gras.
- Le texte ne doit pas être écrit en capitales (les noms de famille non plus), ni en gras, ni en italique, ni en « petit »…
- Le gras n'est utilisé que pour surligner le titre de l'article dans l'introduction, une seule fois.
- L'italique est rarement utilisé : mots en langue étrangère, titres d'œuvres, noms de bateaux, etc.
- Les citations ne sont pas en italique mais en corps de texte normal. Elles sont entourées par des guillemets français : « et ».
- Les listes à puces sont à éviter, des paragraphes rédigés étant largement préférés. Les tableaux sont à réserver à la présentation de données structurées (résultats, etc.).
- Les appels de note de bas de page (petits chiffres en exposant, introduits par l'outil «  Source ») sont à placer entre la fin de phrase et le point final[comme ça].
- Les liens internes (vers d'autres articles de Wikipédia) sont à choisir avec parcimonie. Créez des liens vers des articles approfondissant le sujet. Les termes génériques sans rapport avec le sujet sont à éviter, ainsi que les répétitions de liens vers un même terme.
- Les liens externes sont à placer uniquement dans une section « Liens externes », à la fin de l'article. Ces liens sont à choisir avec parcimonie suivant les règles définies. Si un lien sert de source à l'article, son insertion dans le texte est à faire par les notes de bas de page.
- La présentation des références doit suivre les conventions bibliographiques. Il est recommandé d'utiliser les modèles {{Ouvrage}}, {{Chapitre}}, {{Article}}, {{Lien web}} et/ou {{Bibliographie}}. Le mode d'édition visuel peut mettre en forme automatiquement les références.
- Insérer une infobox (cadre d'informations à droite) n'est pas obligatoire pour parachever la mise en page.

Pour une aide détaillée, merci de consulter Aide:Wikification.
Si vous pensez que ces points ont été résolus, vous pouvez retirer ce bandeau et améliorer la mise en forme d'un autre article.
Pour les articles homonymes, voir Chris Jackson (homonymie) et Jackson.
Christopher Neal Jackson (né le 30 septembre 1975) est un acteur, chanteur, musicien et compositeur américain. Il a commencé sa carrière en 1995, à l'âge de 20 ans, en jouant dans la comédie musicale Off-Broadway Time and the Wind du compositeur Galt MacDermot. Il a fait ses débuts à Broadway en 1997 en tant que membre de la distribution originale de la comédie musicale Le Roi Lion de Disney, jouée à Broadway. Il a participé au spectacle pendant plusieurs années, reprenant finalement le rôle de Simba. Il a ensuite joué des rôles principaux dans plusieurs autres comédies musicales et pièces de théâtre de Broadway, notamment After Midnight, Bronx Bombers, Holler If Ya Hear Me et Memphis. Il a été acclamé par la critique dans plusieurs projets avec Lin-Manuel Miranda : il est notamment à l'origine des rôles de Benny dans In the Heights et de George Washington dans le hit Hamilton. Pour ce dernier rôle, il a été nommé pour un Tony Award du meilleur acteur dans une comédie musicale. Il a également collaboré avec Miranda sur le film Disney Moana dans lequel il assure la voix chantée du chef Tui. Son autre travail cinématographique comprend des rôles secondaires dans After Life et traceurs.
Jackson joue actuellement le rôle de Chunk Palmer dans la distribution principale de la série télévisée Bull de CBS. Son autre travail à la télévision comprend le rôle récurrent de Perry Loftus dans la série dramatique carcérale Oz, diffusée sur HBO, et des apparitions dans Fringe, Gossip Girl, Nurse Jackie, The Good Wife et White Collar. Par ailleurs actif en tant que compositeur de cinéma et de télévision, il a remporté un Daytime Emmy Award pour la chanson originale exceptionnelle pour What I Am pour l'émission télévisée pour enfants Sesame Street. Il a également écrit de la musique pour LL Cool J, Sean Kingston et Will.i.am. En 2018, Jackson a reçu un doctorat honorifique en beaux-arts de l'Université Oglethorpe à Atlanta, en Géorgie.

## Jeunesse et éducation
Né à Metropolis, Illinois, et élevé au Caire, Illinois, par sa mère, Jane Adams, professeur de musique vocale et son beau-père Herbert Michael Hodges,. En 1993, il est diplômé du lycée du Caire. Pendant ses études là-bas, il a joué dans des pièces de théâtre et a été encouragé à poursuivre une carrière d'acteur, par l'un de ses professeurs de lycée, Lynn Steveson, qui a aussi dirigé l'équipe de débat de l'école dont Jackson faisait partie. Elle l'a par ailleurs engagé dans une production de The Crucible d'Arthur Miller. Il attribue à l'entraîneur de basket-ball des Pilots Larry Baldwin et au pasteur Larry Potts du centre de culte régional Mighty Rivers d'autres mentors importants au cours de ses années de formation au Caire.
Après avoir obtenu son diplôme d'études secondaires, Jackson a fréquenté l'American Musical and Dramatic Academy à New York.

## Carrière
Jackson commence sa carrière en 1995 en jouant dans la comédie musicale Off-Broadway Time and the Wind du compositeur Galt MacDermot de Hair. Il fait ses débuts à Broadway en 1997 en tant que membre de l'ensemble et doublure de Simba dans la distribution originale de Broadway du Roi Lion. Il reprend ensuite le rôle de Simba en 2000. Il travaille dans les scènes de théâtre à Chicago et Minneapolis-Saint Paul, remportant notamment une nomination aux BATC Award du meilleur acteur pour Beggar's Holiday en 2004 pour et remportant un Joseph Jefferson Award (l'équivalent à Chicago des Tony Awards) en 2006 pour Comfortable Shoes. En 2007, il retourne à New York pour rejoindre le casting de la comédie musicale Off-Broadway In the Heights dans le rôle de Benny. La distribution remporte le Drama Desk Award 2007 pour la meilleure performance d'ensemble. Il continue avec ce spectacle à Broadway en 2008.
En 2009, Jackson est engagé pour écrire de la musique pour le programme télévisé pour enfants The Electric Company. En 2012, il retourne à Broadway dans le rôle de Delray dans la pièce Memphis et en 2013, il remplace Everett Bradley dans le rôle de "Diga Diga Doo" dans la comédie musicale After Midnight,. En 2013, il interprète les rôles de Derek Jeter et Bobby Sturges au théâtre Off-Broadway d'Eric Simonson dans les pièces Bronx Bombers à Primary Stages. Il est resté avec la production lorsqu'elle a déménagé à Broadway en 2014. La même année, il incarne Vertus dans la comédie musicale de courte durée Holler If Ya Hear Me, basée sur la vie de Tupac.
En 2015, Jackson créé le rôle du président George Washington dans la comédie musicale Hamilton à Broadway,. Il a été nommé pour un Tony Award et a terminé sa course le 13 novembre 2016. À partir de la saison 2016-2017, il incarne Chunk Palmer dans le drame Bull CBS. Le travail de Jackson au cinéma et à la télévision comprend Moana, Tracers, The Good Wife, Person of Interest, A Gifted Man et Nurse Jackie. Il est également membre du groupe hip-hop Freestyle Love Supreme. Il a été nommé pour trois Emmy Awards pour la composition de musique et de paroles pour la télévision ; il a remporté l'Emmy Award de la « Musique originale exceptionnelle » en 2011 pour ses paroles de Ce que je suis, qu'il a coécrit pour Sesame Street avec Bill Sherman. Le succès a conduit à un premier accord avec CBS Studios.

## Vie privée
En 2004, après s'être rencontrés dans le cadre d'une production de In the Heights, Jackson a épousé l'actrice et chanteuse Veronica. Avant le premier essai de la production Off-Broadway de In the Heights, Jackson a appris que son fils avait été diagnostiqué autiste. Jacks et sa femme sont les défenseurs de KultureCity : une organisation à but non lucratif qui promeut l'acceptation et l'inclusion de tous les individus, quelles que soient leurs capacités. Ils ont un fils, CJ, ainsi qu'une fille, Jadelyn. Ils vivent à Scarsdale, New York. Jackson mesure 1,83 m.

## Crédits d'acteur

### Théâtre
| Année     | Production                | Rôle                         | Catégorie         |
| --------- | ------------------------- | ---------------------------- | ----------------- |
| 1997-2000 | Le Roi Lion               | Soliste en vedette/Simba u/s | Broadway          |
| 2000-02   | Le Roi Lion               | Simba                        | Broadway          |
| 2003-04   | Le Roi Lion               | Ensemble                     | Tournée nationale |
| 2004      | Beggar's Holiday          | Mac heureux                  | Californie        |
| 2004      | Chaussures confortables   | Argile Harris                | Chicago           |
| 2005      | Candide                   | Ensemble                     | Hors-Broadway     |
| 2005      | Patience                  | Duc de Dunstable             | Hors-Broadway     |
| 2007      | In the Heights            | Benny                        | Hors-Broadway     |
| 2008-09   | In the Heights            | Benny                        | Broadway          |
| 2009      | Memphis                   | Delray                       | Broadway          |
| 2010-11   | In the Heights            | Benny                        | Broadway          |
| 2011      | Lonely, I'm Not           | Interprète                   | Hors-Broadway     |
| 2012      | The Jammer                | Charlie chagrin              | Hors-Broadway     |
| 2013      | After Midnight            | Étoile d'invité spécial      | Broadway          |
| 2013      | Bronx Bombers (en)        | Bobby Sturges / Derek Jeter  | Hors-Broadway     |
| 2014      | Bronx Bombers (en)        | Bobby Sturges / Derek Jeter  | Broadway          |
| 2014      | Holler if Ya Hear Me (en) | Vertus                       | Broadway          |
| 2015      | Hamilton                  | George Washington            | Hors-Broadway     |
| 2015-16   | Hamilton                  | George Washington            | Broadway          |

### Film
| Année | Titre               | Rôle                       | Remarques                                                    |
| ----- | ------------------- | -------------------------- | ------------------------------------------------------------ |
| 2009  | After.Life          | Neal                       |                                                              |
| 2012  | You'll Be a Man...  | N/A                        | Compositeur, documentairef                                   |
| 2013  | Broken Aster        | N/A                        | Compositeur, court métrage                                   |
| 2015  | Tracers             | Lonnie                     |                                                              |
| 2016  | Moana               | Chef Tui (voix chantée)    |                                                              |
| 2020  | Hamilton            | George Washington          | Enregistrement filmé de la comédie musicale de Broadway 2016 |
| 2021  | D'où l'on vient     | Monsieur Softee            | Caméo                                                        |
| 2021  | Tick, Tick... Boom! | Participant au concert TTB |                                                              |

### Télévision
| Année     | Titre                     | Rôle                       | Remarques                               |
| --------- | ------------------------- | -------------------------- | --------------------------------------- |
| 2003      | Oz                        | Perry Loftus               | 5 épisodes                              |
| 2009      | The Electric Company (en) | N/A                        | Directeur de musique                    |
| 2009      | Fringe                    | ambulancier no 1           | Épisode : « Unleashed »                 |
| 2010      | Nurse Jackie              | Trey                       | Épisode : "Saignement"                  |
| 2010      | FBI : Duo très spécial    | Nico                       | Épisode : "Affaire inachevée"           |
| 2010-2014 | Sesame Street             | N/A                        | Compositeur                             |
| 2011      | A Gifted Man              | Rafael Douglas             | Épisode : "En cas d'inconfort"          |
| 2014      | Person of Interest        | Mettre bas                 | Épisode : « Provenance »                |
| 2014      | The Good Wife             | Michel Bois                | Épisode : "Le procès"                   |
| 2016-2022 | Bull                      | Morceau Palmer             | Le casting principal                    |
| 2018–2019 | La Garde du Roi lion      | Shujaa (voix)              | 2 épisodes                              |
| 2019      | Dans leur regard          | Pierre Rivera              | Épisode : « Deuxième partie »           |
| 2020      | Central Park              | Glorieux Gary (voix)       | Épisode : « Le cercle des patineurs »   |
| 2020      | Vampirina                 | Cavalier sans tête (voix). | Épisode : « Un conte de deux reliques » |
| 2021-2025 | And Just Like That...     | Herbert Wexley             |                                         |

## Récompenses et nominations
| Année | Prix                              | Catégorie                                                    | Travail                  | Résultat   |
| ----- | --------------------------------- | ------------------------------------------------------------ | ------------------------ | ---------- |
| 2004  | BATC Award                        | Meilleur acteur                                              | Les vacances du mendiant | Nommé      |
| 2006  | Joseph Jefferson Award (en)       | Meilleur acteur                                              | Comfortable Shoes        | Récompensé |
| 2006  | Black Theater Alliance Award (en) | Meilleur acteur                                              | Comfortable Shoes        | Nommé      |
| 2007  | Drama Desk Award                  | Performance d'ensemble exceptionnelle                        | Dans les hauteurs        | Récompensé |
| 2011  | Daytime Emmy Award                | Chanson originale exceptionnelle pour une série pour enfants | Rue de Sesame            | Nommé      |
| 2011  | Daytime Emmy Award                | Chanson originale exceptionnelle pour une série pour enfants | Rue de Sesame            | Récompensé |
| 2014  | Daytime Emmy Award                | Chanson originale exceptionnelle pour une série pour enfants | Rue de Sesame            | Nommé      |
| 2016  | Tony Award                        | Meilleur acteur vedette dans une comédie musicale            | Hamilton                 | Nommé      |
| 2016  | Grammy Award                      | Meilleur album de théâtre musical                            | Hamilton                 | Récompensé |
| 2016  | Broadway.com Audience Award       | Acteur vedette préféré dans une comédie musicale             | Hamilton                 | Nommé      |